# Endopoliploidy
Endopoliploidy (endoploidy) – komórki lub tkanki zawierające w wyniku endomitozy, czyli wewnątrzjądrowego podziału chromosomów, zwielokrotnioną ich liczbę w jądrach komórkowych. Stopień zwielokrotnienia jest proporcjonalny do liczby endomitoz.